# Włodzimierz Lech

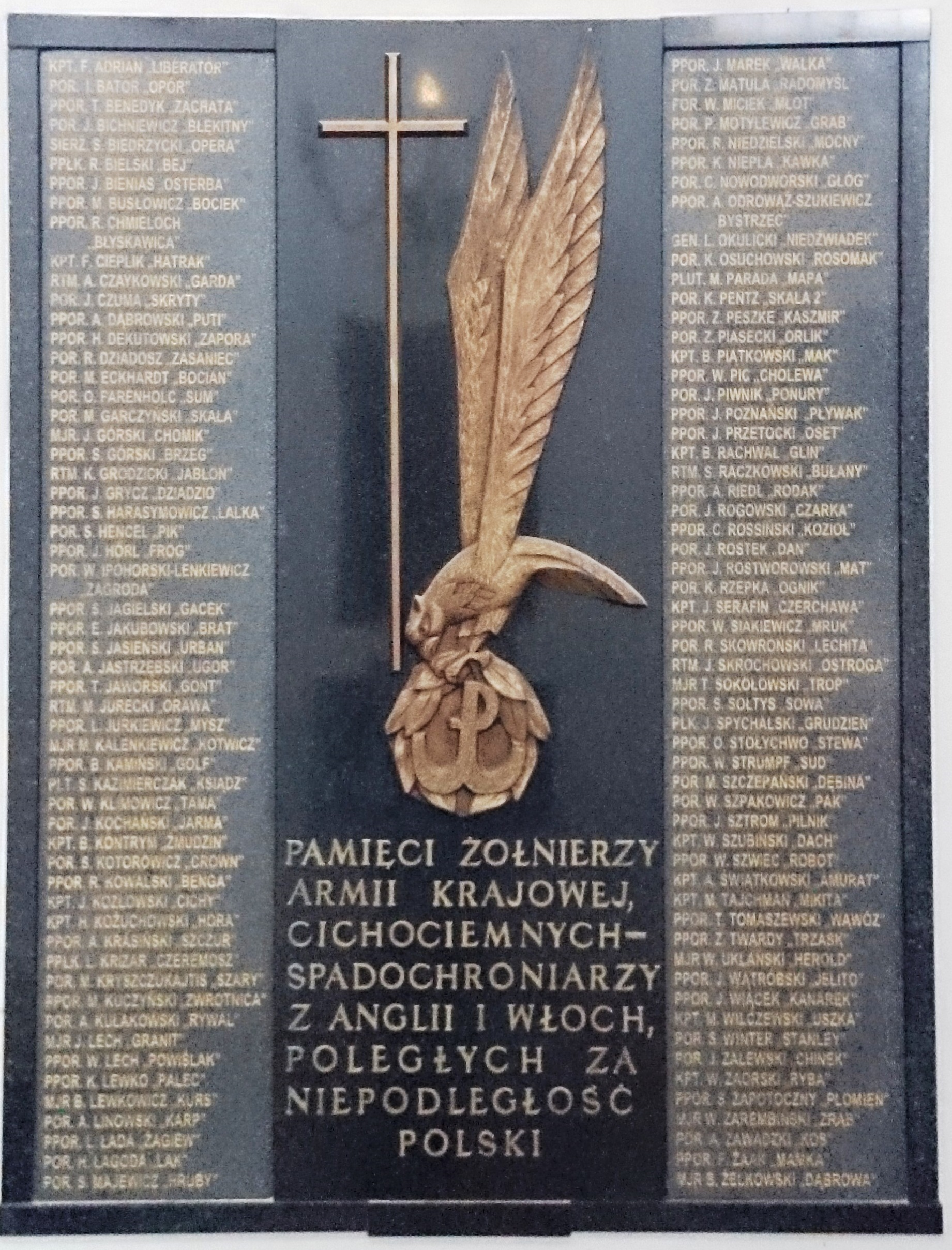
Tablica w kościele św. Jacka w Warszawie, upamiętniająca poległych cichociemnych, w tym Włodzimierza Lecha

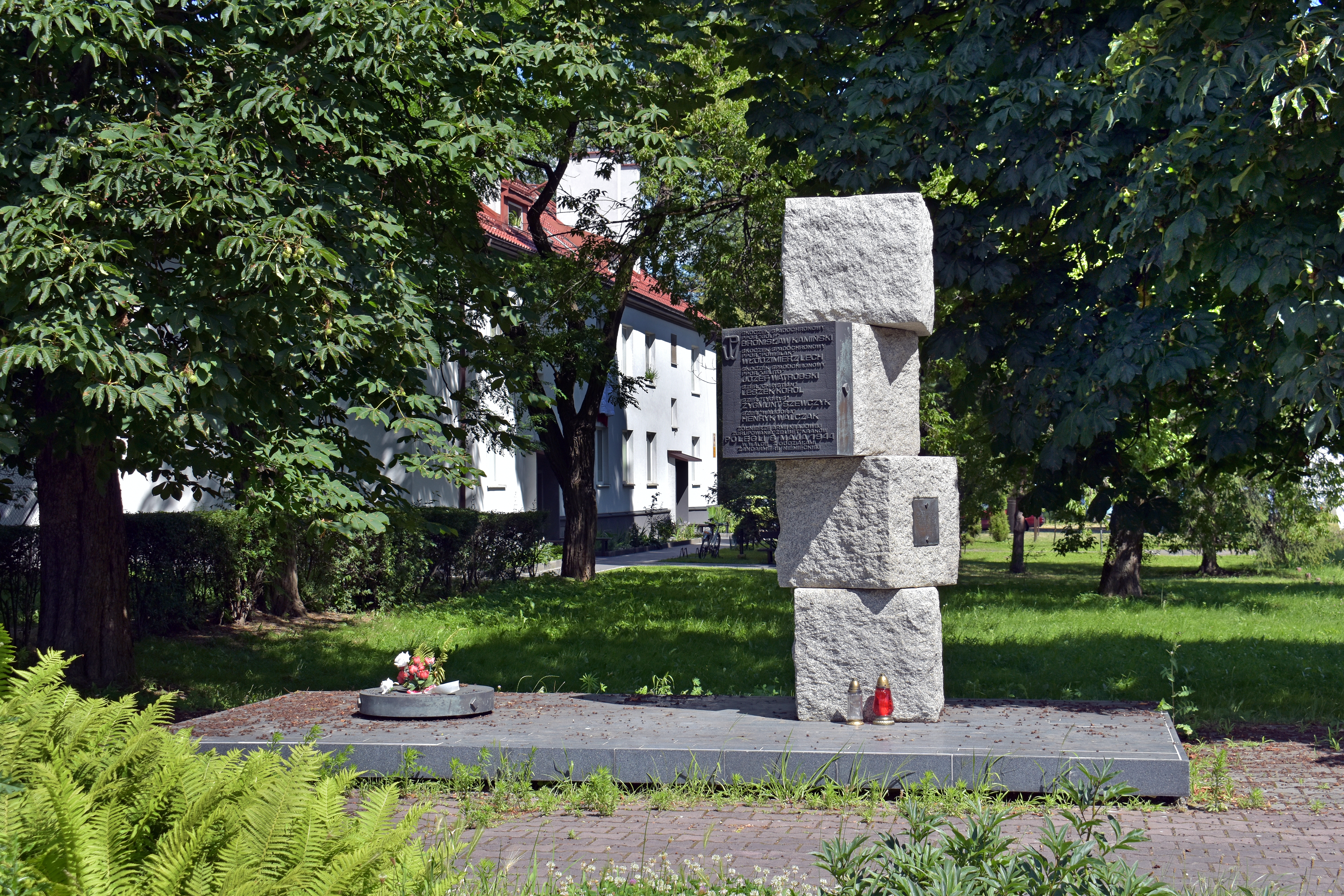
Kraków ul. Centralna
Pomnik poległych w Łęgu żołnierzy „Żelbetu”.

Włodzimierz Lech pseud.: Mławiak, Powiślak (ur. 3 lipca 1920 w Mławie, zm. 8 maja 1944 w Łęgu (Kraków)) – podporucznik piechoty Polskich Sił Zbrojnych i Armii Krajowej, cichociemny.

## Życiorys
We wrześniu 1939 roku nie został zmobilizowany. 28 grudnia przekroczył granicę polsko-słowacką. W styczniu 1940 roku znalazł się we Francji, gdzie został skierowany do 6 Kresowego pułku strzelców pieszych. Uczył się w Szkole Podchorążych Piechoty w Camp de Coëtquidan. W czerwcu 1940 roku dostał się do Wielkiej Brytanii, gdzie służył w 1 Batalionie Strzelców 1 Brygady Strzelców.
Zgłosił się do służby w kraju. Po przeszkoleniu w dywersji został zaprzysiężony 4 sierpnia 1943 roku w Oddziale VI Sztabu Naczelnego Wodza i przeniesiony do Głównej Bazy Przerzutowej w Brindisi we Włoszech. Zrzutu dokonano w nocy z 14 na 15 kwietnia 1944 roku w ramach operacji „Weller 11” dowodzonej przez kpt. naw. Stanisława Daniela. Początkowo dostał przydział do Kedywu Podokręgu Rzeszów AK. W nocy z 7 na 8 maja 1944 roku został przerzucony na „melinę” w Łęgu na peryferiach Krakowa, w której znajdował się również magazyn broni. 8 maja pomieszczenie zostało otoczone przez Niemców. Lech poległ w obronie magazynu.

## Ordery i odznaczenia
- Krzyż Srebrny Orderu Virtuti Militari – pośmiertnie, 11 listopada 1944 roku.

## Życie prywatne
Włodzimierz Lech był synem Stanisława i Kazimiery z domu Markowskiej i młodszym bratem cichociemnego Jana.

## Upamiętnienie
- W Łęgu przy ul. Centralnej, na skwerze obok domów nr 3 i 4 w 1979 roku odsłonięto pomnik upamiętniający żołnierzy Armii Krajowej zgrupowania „Żelbet” oraz osoby cywilne poległe w czasie akcji 8 maja 1944 roku. Na rozległej prostokątnej podstawie ustawiony jest słup złożony z 4 granitowych ciosów. Na czole jednego z nich przytwierdzona jest mosiężna tablica z symbolem Polski Walczącej i napisem: SKOCZEK SPADOCHRONOWY / PPOR. "GOLF" / BRONISŁAW KAMIŃSKI / SKOCZEK SPADOCHRONOWY / PPOR. POWIŚLAK / WŁODZIMIERZ LECH / SKOCZEK SPADOCHRONOWY / PPOR. "JELITO"/ JÓZEF WĄTRÓBSKI / SZER. "CHRYSTIAN" / LESZEK KOROL / SZER. TYGRYS / ZYGMUNT SZEWCZYK / SZER. "WALIGÓRA" / HENRYK WALCZAK / ŻOŁNIERZE ARMII KRAJOWEJ / ZGRUPOWANIA "ŻELBET" KRAKÓW / POLEGLI 8 MAJA 1944 / W WALCE Z ODDZIAŁAMI / ŻANDARMERII NIEMIECKIEJ. Z boku niżej położonego ciosu znajduje się tabliczka z napisem: PODCZAS AKCJI 8 MAJA 1944 R. / PONIOSŁY ŚMIERĆ OSOBY CYWILNE / ANNA STACHOWICZ LAT 50 / ELEONORA TYNOR LAT 75 / KAZIMIERZ TYNOR LAT 13. Na postumencie obok pomnika umieszczony jest znicz w kształcie obręczy z napisem: PREFABET KRAKÓW 1979[2].
- W lewej nawie kościoła św. Jacka przy ul. Freta w Warszawie odsłonięto w 1980 roku tablicę Pamięci żołnierzy Armii Krajowej, cichociemnych – spadochroniarzy z Anglii i Włoch, poległych za niepodległość Polski. Wśród wymienionych 110 poległych cichociemnych jest Włodzimierz Lech.